# O Clube (filme)
El Club (em português O Clube) é um filme chileno de drama de 2015 dirigido, co-escrito e co-produzido por Pablo Larraín. Foi exibido pela primeira vez no 65º Festival Internacional de Cinema de Berlim, de onde saiu ganhador do Urso de Prata (Grande Prêmio do Juri).
Em setembro de 2015 foi selecionado como representante de seu país ao Oscar de melhor filme estrangeiro na premiação do ano seguinte, mas não foi indicado. Ainda em 2015 se tornou o segundo filme chileno a ser indicado a um Globo de Ouro na categoria de Melhor Filme Estrangeiro, mas não saiu vencedor.
O filme é um drama centrado em um grupo de sacerdotes católicos transgressores, os quais a igreja esconde em uma casa num distante vilarejo perdido a beira-mar.

## Enredo
Sob o olhar atento de uma mulher religiosa, quatro sacerdotes vivem em um pequena casa no vilarejo de La Boca, região de O'Higgins, Chile. Todos eles cometeram atos censuráveis (com um passado que envolve pedofilia, ocultação de crimes dos militares na ditadura e até sequestro de crianças) e se encontra neste afastado lar castigados pelas autoridades eclesiásticas. A mulher é uma freira e a casa serve de lugar de reclusão para os sacerdotes pecadores.
Todos conseguem estabelecer uma rotina no local, com destaque para o treinamento de um cachorro galgo de corrida e a apreciação de suas vitórias nas corridas locais, até que chega um quinto sacerdote. Trata-se de um pedófilo que os recorda as desgraças da vida passada. A frágil estabilidade que se havia conseguido criar, pelo bloqueio a qualquer contato com a pequena comunidade próxima à casa, se rompe rapidamente depois de uma série de acontecimentos obscuros que provocaram a chegada de um sexto sacerdote que tem o objetivo de investigar o que está acontecendo na casa.

## Elenco
- Alfredo Castro ... Padre Vidal
- Roberto Farías ... Sandokan
- Antonia Zegers ... Madre Mónica
- Marcelo Alonso ... Padre García
- Alejandro Goic ... Padre Ortega
- Jaime Vadell ... Padre Silva
- Alejandro Sieveking ... Padre Ramírez
- José Soza ... Padre Lazcano
- Francisco Reyes ... Padre Alfonso